# Sauber C19
Sauber C19 je Sauberjev dirkalnik Formule 1, ki je bil v uporabi v sezoni 2000, ko sta z njim dirkala Pedro Diniz in Mika Salo. Medtem ko se Pedro Diniz ni uspel uvrstiti med dobitnike točk, svojo najboljšo uvrstitev je dosegel s sedmim mestom na Veliki nagradi Evrope, pa je Mika Salo dosegel peti mesti na Velikih nagradah Monaka in  Nemčije, ob tem pa še dve šesti mesti. Teh šest točk je moštvu ob koncu sezone prineslo osmo mesto v konstruktorskem prvenstvu.

## Popolni rezultati Formule 1
(legenda) (odebeljene dirke pomenijo najboljši štartni položaj, poševne pa najhitrejši krog)
| Leto | Moštvo | Motor        | Gume | Dirkači     | 1   | 2   | 3   | 4  | 5   | 6   | 7   | 8   | 9   | 10  | 11  | 12  | 13  | 14  | 15  | 16  | 17  | Toč | Prv |
| ---- | ------ | ------------ | ---- | ----------- | --- | --- | --- | -- | --- | --- | --- | --- | --- | --- | --- | --- | --- | --- | --- | --- | --- | --- | --- |
| 2000 | Sauber | Petronas V10 | B    |             | AVS | BRA | SMR | VB | ŠPA | EU  | MON | KAN | FRA | AVT | NEM | MAD | BEL | ITA | ZDA | JAP | MAL | 6   | 8.  |
| 2000 | Sauber | Petronas V10 | B    | Pedro Diniz | Ret | WD  | 8   | 11 | Ret | 7   | Ret | 10  | 11  | 9   | Ret | Ret | 11  | 8   | 8   | 11  | Ret | 6   | 8.  |
| 2000 | Sauber | Petronas V10 | B    | Mika Salo   | DSQ | WD  | 6   | 8  | 7   | Ret | 5   | Ret | 10  | 6   | 5   | 10  | 9   | 7   | Ret | 10  | 8   | 6   | 8.  |